# カンボジアの世界遺産
カンボジアの世界遺産（カンボジアのせかいいさん）はユネスコの世界遺産に登録されているカンボジア国内の文化・自然遺産の一覧。

## 文化遺産
- アンコール - （1992年）
- プレアヴィヒア寺院 - （2008年）
- 古代イシャナプラの考古遺跡 サンボー・プレイ・クックの寺院地区 - （2017年）
- コー・ケー:古代リンガプラ（チョック・ガルギャー）の考古遺跡 - （2023年）

## 自然遺産
なし

## 複合遺産
なし

## 地域別

### 北西部
- アンコール - （1992年）
- プレアヴィヒア寺院 - （2008年）
- コー・ケー:古代リンガプラ（チョック・ガルギャー）の考古遺跡 - （2023年）

### 中部
- 古代イシャナプラの考古遺跡サンボー・プレイ・クックの寺院地区 - （2017年）

### 南東部
なし